# شعير الرمال
شعير الرمال أو حشيشة القمح الزاحفة أو إلمُس رملي  هو جنس نباتي عشبي ينتمي للفصيلة النجيلية. يضم حوالي 150 نوعاً من النباتات المعمرة التي توصف عادة كشيلم بري أو قمح بري.

## من أنواعهالواطنةفيالوطن العربي
- شعير الرمال الإسباني (باللاتينية: Elymus hispanicus) في إسبانيا والمغرب العربي
- شعير الرمال البلرمي (باللاتينية: Elymus panormitanus) في بلاد الشام وتركيا وبعض مناطق جنوب أوروبا
- شعير الرمال الطوروسي (سابقا الرزين الطوروسي) (باللاتينية: Elymus tauri) في بلاد الشام وتركيا وجنوب القوقاز
- شعير الرمال اللبناني (سابقا الرزين اللبناني) (باللاتينية: Elymus libanotica) في بلاد الشام وتركيا
- شعير الرمال الهامشي (باللاتينية: Elymus marginatus) في المغرب العربي

## من أنواعه الأخرى
- شعير الرمال خشن الساق (باللاتينية: Elymus trachycaulus)
- شعير الرمال الزاحف (باللاتينية: Elymus repens)
- شعير الرمال الفرجيني (باللاتينية: Elymus virginicus)
- شعير الرمال الكاليفورني (باللاتينية: Elymus californicus)
- شعير الرمال الكندي (باللاتينية: Elymus canadensis)
- شعير الرمال الهامشي (باللاتينية: Elymus marginatus)